# お祭り小僧
『お祭り小僧』は、1963年5月5日に発売された橋幸夫の36枚目のシングルである（VS-970）。

## 概要
- 作詞は佐伯孝夫、作曲は吉田正で橋の両恩師により制作された楽曲である。「いかにも江戸っ子好みで威勢のいいメロディー」としている[2]。
- 60年7月『潮来笠』でデビューした橋は、この年4年目に入り、本楽曲と同時に『箱根山』をリリース。61年5月の『若い素顔』『南海の美少年』の同時発売以来、2度目のシングル2枚の同時リリースとなっている。
- なお63年は、6月までの上半期だけでシングル10枚のリーリースと、前例のないハイペースでのシングル発表が続いた。橋はこれについて「むちゃくちゃでしたね。おかげさまで殆どがヒットして、出す方も出す方ですが、ファンの方もよく買ってくださった」と回顧している[3]。。
- 63年前期の橋の地方公演でのステージは、冒頭にハッピに豆絞り姿で登場し、この曲が歌唱された。
- 三味線は『潮来笠』以来何度か共演している静子、豊寿とは『中山七里』以来。
- c/wの『瞼の母』も、佐伯、吉田の作詞作曲。もともとは芝居の「瞼の母」が好きだった橋の母が「歌にしてうたったら」という提案して作成された[4]。後にはこの歌がきっかけで64年の正月映画『月夜の渡り鳥』が制作、また主題歌も橋の歌唱で制作されている。

## 収録曲
1. お祭り小僧
作詞：佐伯孝夫、作・編曲：吉田正
2. 瞼の母
作詞：佐伯孝夫、作・編曲：吉田正

## 共演
- 静子（三味線）～市丸妹～
- 豊寿（三味線）

## 収録アルバム
- 最近のCDでのベスト盤への収録はない
  - 『橋幸夫傑作集第8集』（1963年、LV338）
  - 『橋幸夫オールヒットメロディー第4集』（1963年、JV-5088）
  - 『唄う橋幸夫 颯爽股旅篇』（1964年、JV-5095）
- CD-BOXでの収録は以下の通り
  - 『橋幸夫大全集』（CD-BOX 6枚組） [1993年9月20日発売] Disc3
  - 『橋幸夫のすべて』（CD-BOX 5枚組） [2011年2月8日発売] Disc3